# Bahnstrecke Brno-Černovice–Lišeň
| Lokalbahn Brünn–Lösch um 1910 |                      |                                    |                                    |
| Kursbuchstrecke: | -                    |                                    |                                    |
| Streckenlänge: | 6,7 km               |                                    |                                    |
| Spurweite: | 1435 mm (Normalspur) |                                    |                                    |
| Stromsystem: | 600 V =              |                                    |                                    |
| |                      |                                    |                                    |
| \| \| 0,0 \| Brno-Černovice Líšeňské nádr. \| Brno-Černovice Líšeňské nádr. \| \| \| \| Verbindungsbahn von odb. Černovice \| \| \| \| \| Vlárský průsmyk–Brno \| \| \| \| \| Straßenbahn von Brno \| \| \| \| \| Podstránská \| \| \| \| \| Stránská skála \| \| \| \| \| Stránská skála, smyčka \| \| \| \| 6,4 \| Líšeň \| Líšeň \| |                      |                                    |                                    |
| Kopfbahnhof Streckenanfang (Strecke außer Betrieb) | 0,0                  | Brno-Černovice Líšeňské nádr.      | Brno-Černovice Líšeňské nádr.      |
| Abzweig geradeaus und von links (Strecke außer Betrieb) |                      | Verbindungsbahn von odb. Černovice | Verbindungsbahn von odb. Černovice |
| Kreuzung geradeaus unten (Strecke geradeaus außer Betrieb) |                      | Vlárský průsmyk–Brno               | Vlárský průsmyk–Brno               |
| Abzweig mit U-Bahn ehemals geradeaus und von links |                      | Straßenbahn von Brno               | Straßenbahn von Brno               |
| U-Bahn-Haltepunkt / Haltestelle |                      | Podstránská                        | Podstránská                        |
| U-Bahn-Haltepunkt / Haltestelle |                      | Stránská skála                     | Stránská skála                     |
| |                      | Stránská skála, smyčka             |                                    |
| U-Bahn-Kopfbahnhof Streckenende | 6,4                  | Líšeň                              | Líšeň                              |

Die Bahnstrecke Brno-Černovice–Lišeň war eine Eisenbahnverbindung im heutigen Tschechien, die ursprünglich als staatlich garantierte Lokalbahn erbaut und betrieben wurde. Sie verlief von Brno-Černovice (Brünn-Czernowitz) nach Líšeň (Lösch). Seit 1942 gehört sie zum Netz der Straßenbahn Brünn.

## Geschichte
Am 17. Dezember 1904 wurde dem Vizepräsidenten des Landeskulturrates für Mähren Cyrill Seifert „die Konzession zum Baue und Betriebe einer als normalspurige Lokalbahn auszuführende Lokomotiveisenbahn von Brünn nach Lösch“ erteilt. Teil der Konzession war die Verpflichtung, den Bau der Strecke sofort zu beginnen und binnen eines Jahres fertigzustellen. Die Konzessionsdauer war auf 90 Jahre festgesetzt. Am 16. Juli 1905 wurde die Strecke eröffnet. Den Betrieb führte die Betriebsdirektion Brünn-Czernowitz der k.k. priv. Österreichisch-ungarischen Staatseisenbahngesellschaft (StEG) für Rechnung der Eigentümer.
Im Jahr 1911 gab es Pläne zur Verlängerung der Strecke über Ochoz u Brna und Křtiny nach Jedovnice, wo sie an die projektierte Strecke Blansko–Vyškov anbinden sollte. Die Erweiterung in das Touristengebiet der Mährischen Schweiz sollte insgesamt 22 Kilometer lang sein und eine Maximalneigung von 33 Promille aufweisen. Die Kosten für das Projekt wurden mit zwei Millionen Kronen angegeben. Am Ende des Jahres 1911 war die Trassenrevision abgeschlossen, zu einem Baubeginn kam es allerdings nicht.
Nach der Gründung der Aktiengesellschaft Lokalbahn Brünn–Lösch (Společnost místní dráhy Brno–Lišeň) ging die Konzession am 19. September 1912 auf diese über.
Im Fahrplan von 1912 waren insgesamt acht Zugpaare verzeichnet, von denen jedoch eines nur „bei günstiger Witterung“ verkehrte. Bergwärts benötigten die Züge 18, talwärts 16 Minuten.

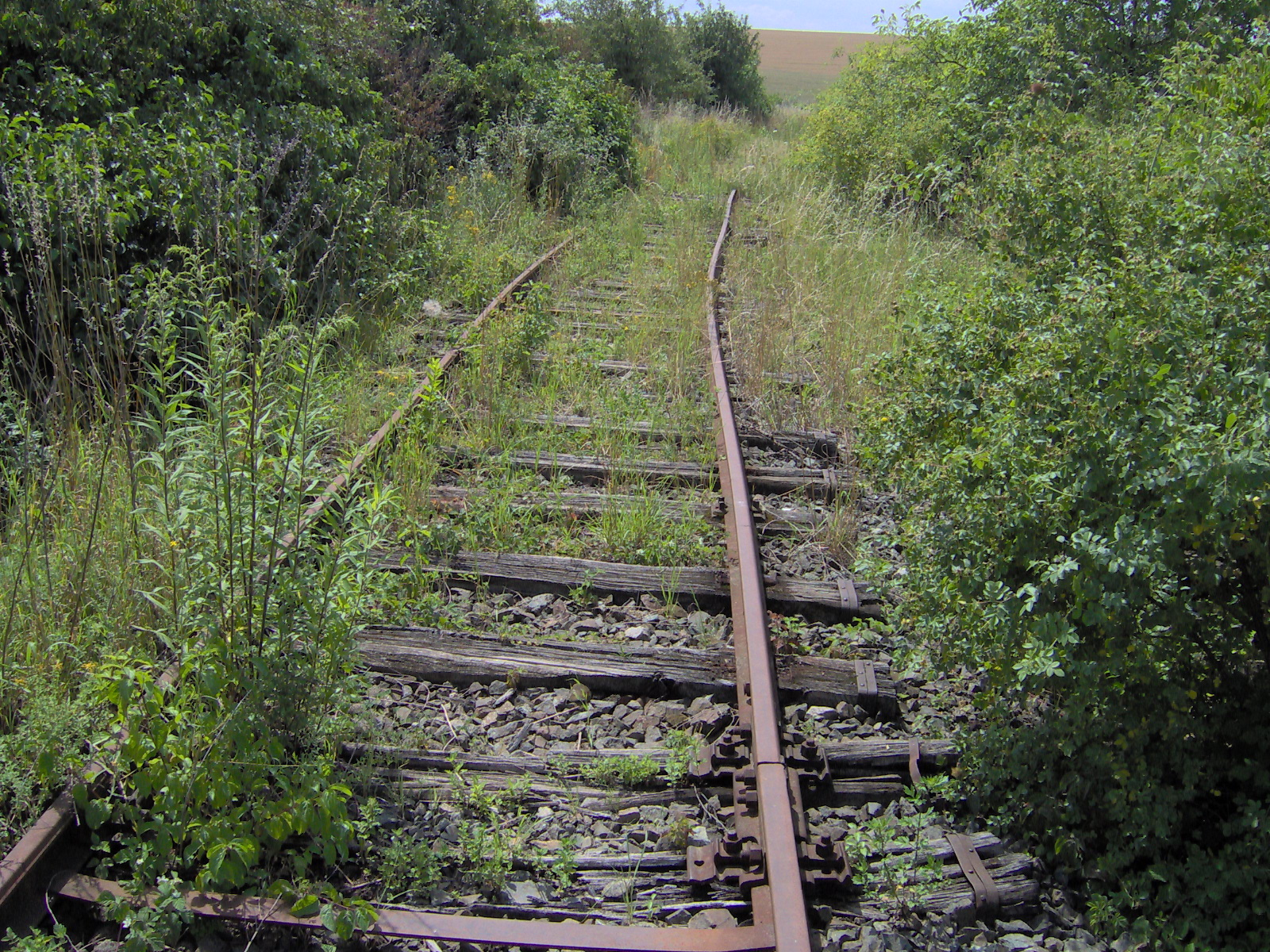
Devastiertes Gleis zwischen Stránská skála und Lišeň (2005)

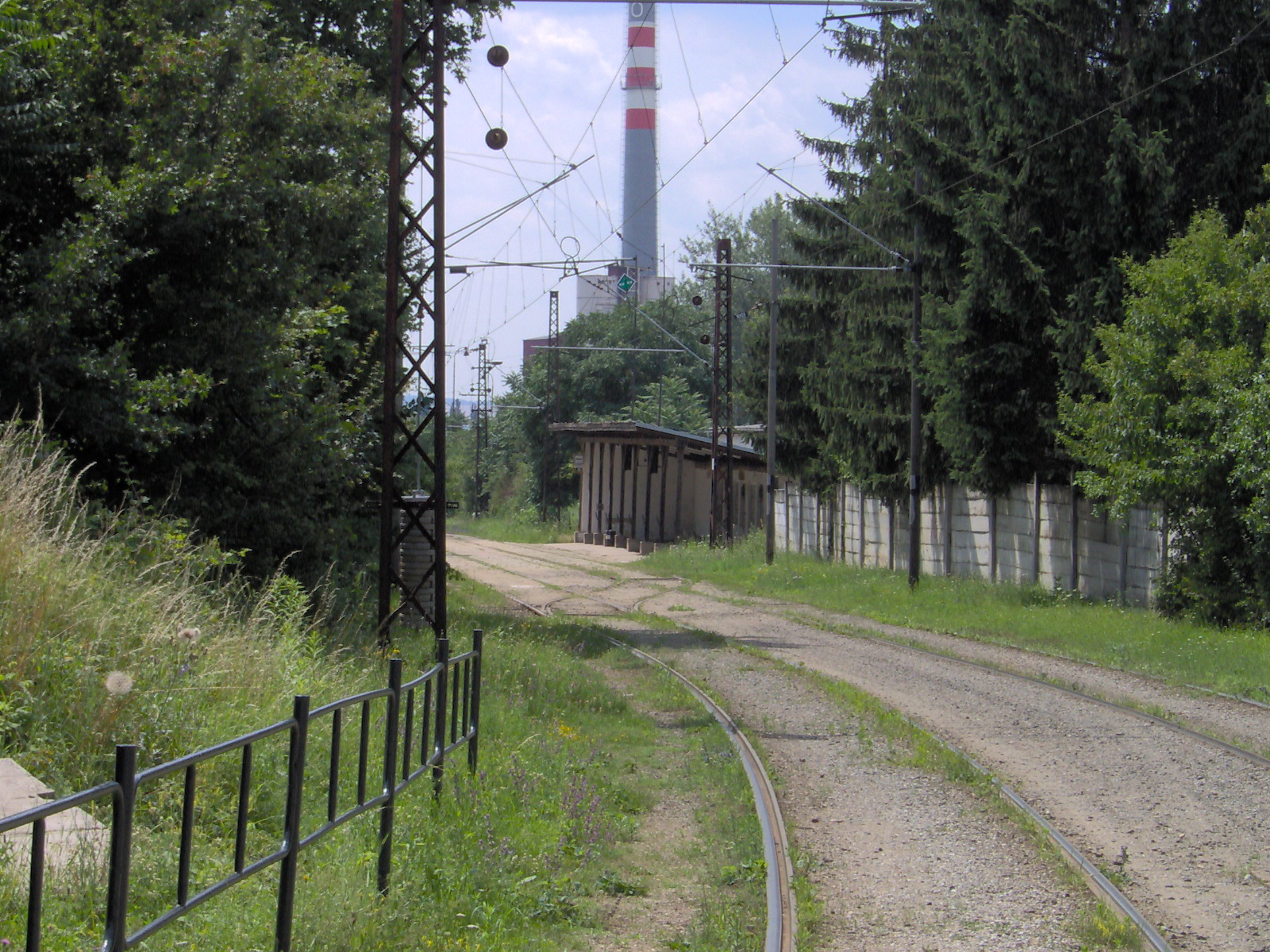
Haltestelle Stránská skála (2005)

Im Jahr 1941 errichteten die Flugmotorenwerke Ostmark bei Líšeň eine Fertigungsstätte für Flugmotoren. Die Konzession für die Lokalbahn Brünn–Lösch ging deshalb am 3. Juni 1942 an die Gesellschaft der Brünner elektrischen Straßenbahnen (Společnost brněnských elektrických pouličních drah) über. Die Brünner elektrischen Straßenbahnen elektrifizierten die Strecke und schufen eine Verbindung zum Brünner Straßenbahnnetz. Am 1. Januar 1943 konnte der Straßenbahnbetrieb bis zum Motorenwerk in Stránska Skála aufgenommen werden, wo eine provisorische Wendeschleife entstand. Im November des gleichen Jahres fuhren die Straßenbahnen auch bis zum Endpunkt Líšeň. Nach einem schweren Bombenangriff auf das Werk am 8. August 1944 musste der Bahnbetrieb aufgegeben werden, da auch die Strecke stark beschädigt war. Bis zum Ende des Zweiten Weltkriegs konnte der Betrieb nicht wieder aufgenommen werden.
Nach der Reparatur der Schäden fuhren ab 25. Mai 1945 zunächst wieder Züge mit Dampflokomotiven. Nach dem Neuaufbau der Fahrleitung konnten ab 30. Dezember 1945 auch wieder Straßenbahnen verkehren. In den Jahren 1948 bis 1950 wurde schließlich die gesamte Strecke zweigleisig ausgebaut. Am Endpunkt Líšeň entstand eine Gleisschleife. In dieser Zeit verkehrten zwei Straßenbahnlinien bis Líšeň.
Der Abschnitt Stránska Skála–Líšeň wurde 1964 zugunsten einer Autobuslinie aufgegeben, aber nicht abgebaut. Er ist seit 1995 als Kulturdenkmal ausgewiesen. Auf dem noch betriebenen Abschnitt bis Stránska Skála, smyčka verkehrt heute die Straßenbahnlinie 10 (Stránská skála–Nové sady). Sie dient insbesondere dem Berufsverkehr des dort ansässigen Traktorenherstellers Zetor.
Líšeň hat seit dem 19. Dezember 2004 wieder einen Straßenbahnanschluss an einer neuen Trasse, die seit 1989 zur Erschließung eines neu aufgebauten Wohngebietes errichtet wurde. Der Endpunkt dieser Trasse befindet sich direkt im Zentrum von Líšeň, etwa einen Kilometer nördlich des alten Bahnhofs. In Zukunft rechnen die Verkehrsbetriebe Brünn jedoch auch mit einem Wiederaufbau der alten Lokalbahn, um ein neu entstehendes Wohngebiet unweit des alten Bahnhofes an das Straßenbahnnetz anzuschließen.

## Streckenbeschreibung

### Betriebsstellen
Brno-Černovice (Líšeňské nádrazi)

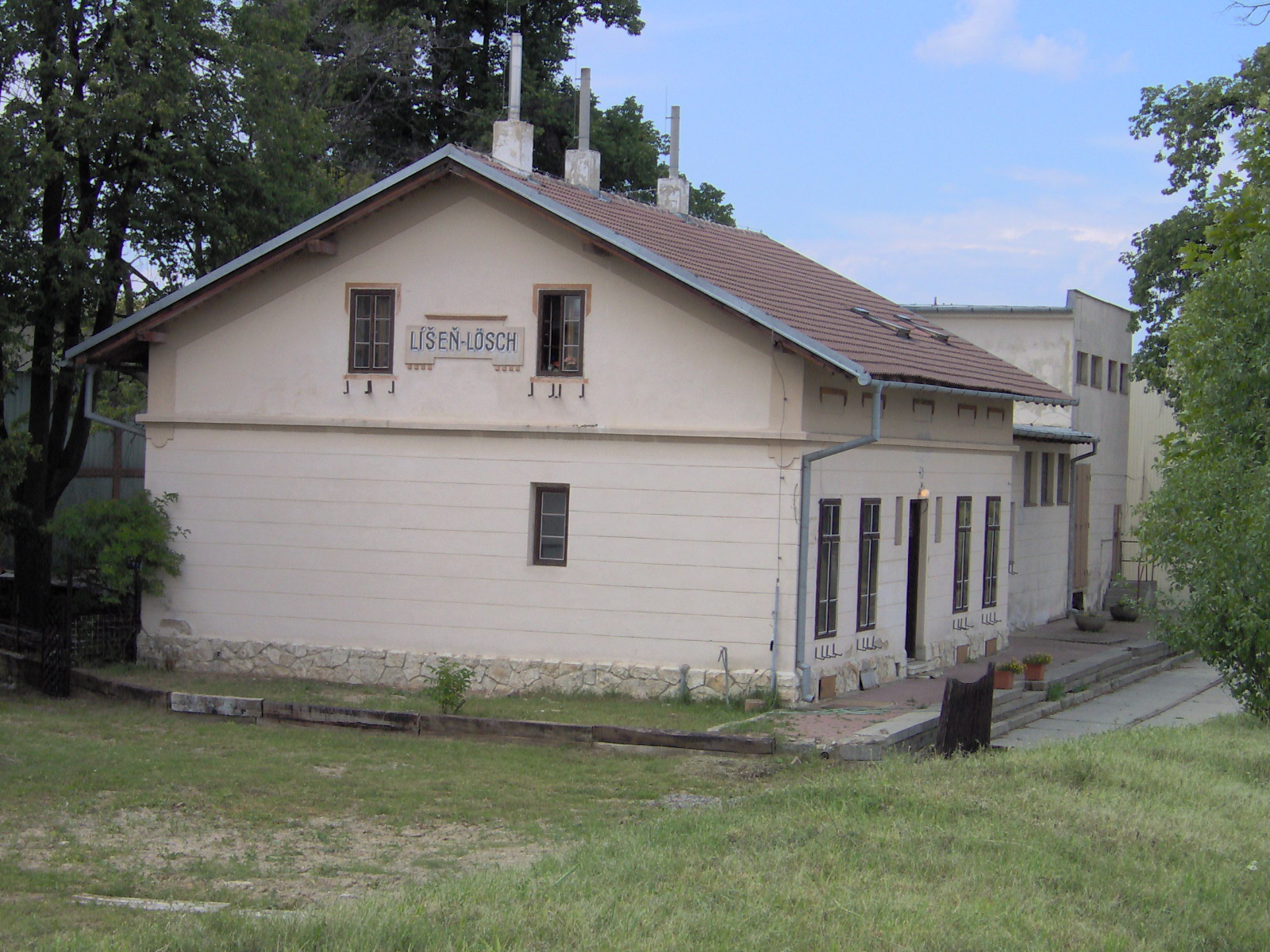
Bahnhof Lišeň (2005)

Der Bahnhof Brno-Černovice (deutsch bis 1945: Brünn-Czernowitz) war Ausgangspunkt der Lokalbahn. Für Reisende bestand eine Übergangsmöglichkeit zum nahen Haltepunkt Černovice u Brna / Czernowitz bei Brünn der Bahnstrecke Brno–Vlárský průsmyk (Brünn–Wlarapass). Über ein kurzes Verbindungsgleis konnten Güterwagen mit der Staatsbahn ausgetauscht werden. Brno-Černovice war Sitz der Lokalbahn-Betriebsleitung. Mit dem Umbau zur Straßenbahn wurde der Bahnhof nach 1945 stillgelegt und abgebrochen. Das Verbindungsgleis zur Staatsbahn wurde 1967 letztmals im Güterverkehr bedient. Am 30. Juni 1969 wurde es stillgelegt und kurz darauf abgebaut.
Líšeň
Der Bahnhof Líšeň (deutsch bis 1945: Lösch) war Endpunkt der Lokalbahn. Heute befindet sich dort ein Depot des Technischen Museums in Brünn, das die Straßenbahnsammlung des Museums beherbergt. Das Empfangsgebäude von 1905 steht seit 1995 (als Teil der Strecke) unter Denkmalschutz. Es dient Wohnzwecken.

## Fahrzeugeinsatz

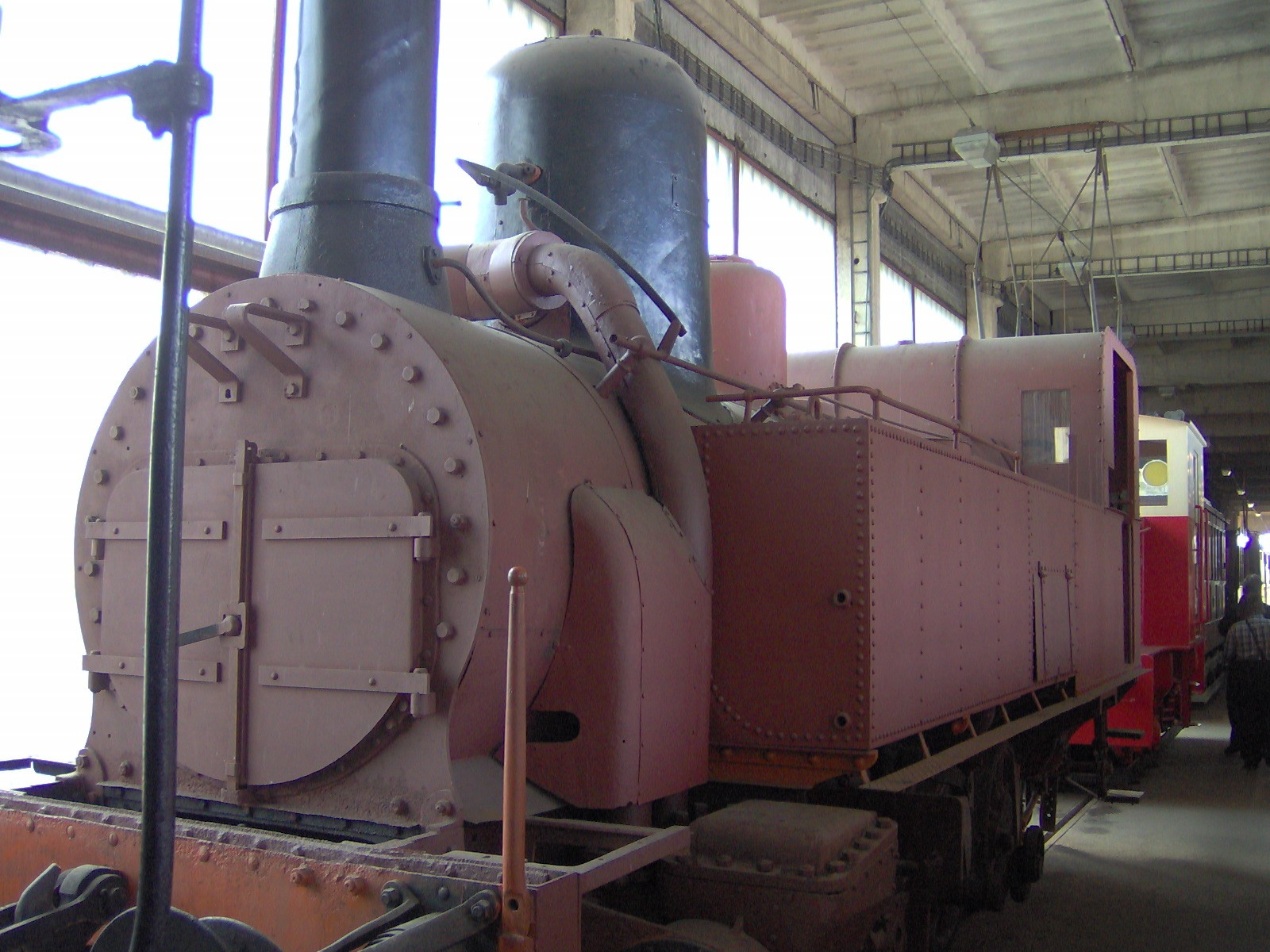
Die Lokomotive ŽEROTÍN im Museumsdepot Líšeň (2006)

Als Erstausstattung erwarb die Lokalbahn Brünn–Lösch zwei Dampflokomotiven, acht zweiachsige Personenwagen und fünf Güterwagen, mit denen der Betrieb bis zur Elektrifizierung der Strecke im Jahr 1943 abgewickelt wurde. Museal erhalten blieben die Lokomotive ŽEROTÍN sowie drei Reisezugwagen. Sie sind heute im Museumsdepot in Líšeň hinterstellt.
| 40.001 | ŽEROTÍN | D n2t | 1904 | Lokomotivfabrik der StEG, Wien | 3161 | 400.901 |
| 40.002 | ŠEMBERA | D n2t | 1904 | Lokomotivfabrik der StEG, Wien | 3162 | 400.902 |